# Sébastien Rose
Sébastien Rose est un réalisateur québécois né à Montréal le 30 juin 1969. En 1994, il obtient une maîtrise en philosophie de l'Université des sciences humaines de Strasbourg

## Filmographie

### Cinéma
Court métrage fiction
- 1996 : Vous n'avez pas votre place ici
- 1998 : Petits maîtres

Long métrage fiction
- 2003 : Comment ma mère accoucha de moi durant sa ménopause
- 2005 : La Vie avec mon père
- 2008 : Le Banquet
- 2012 : Avant que mon cœur bascule

## Distinctions

### Récompenses
- 2004 : Prix Claude-Jutra, Académie canadienne du film et de la télévision : Comment ma mère accoucha de moi durant sa ménopause
- 2005 : Prix du public au Festival international du film de Karlovy Vary  : La Vie avec mon père